# アダム・ダルスキ
アダム・ネルガル・ダルスキ（Adam Nergal Darski、出生名：Adam Michał Darski、1977年6月10日 - ）は、ポーランドのミュージシャンで、ブラッケンド・デスメタルバンド「ベヒーモス」のフロントマン。

## 略歴
幼少期の頃にカトリックで育つ。8歳でギターを弾き始め、10代の頃にベヒーモスを結成。バンドでは「Nergal (ネルガル)」名義でボーカル、ギター、ベース作詞、作曲を担当し、マネージャーとしても活動している。
2009年、ESPにて「Nergal」の署名ギター「Hex-7」という名前のV型ボディの7弦ギターを発売した。
2010年8月8日、ダルスキはグダニスク医科大学病院の血液病棟に運ばれ病気の治療をうけた。これにより、同年11月までのロシアと北米のツアーを含むベヒーモスの全てのライブがキャンセルされた。同年8月24日、ダルスキは白血病と診断された。当時の婚約者だったドロタ・ラプチェフスカは骨髄移植を申し出たが、彼女の骨髄は一致しなかった。
2010年11月8日、骨髄移植を受けた。
2011年1月16日、骨髄移植を受けてから3週間後にグダニスクのウニヴェルシテッキーセントラムクリニツェン病院から退院した。6週間後に感染を発症したため、再入院した。
2011年3月30日、MetalSucksのインタビューにてダースキーの健康は改善していると述べた。
2014年以来、ポーランドに理髪店をワルシャワに2店舗、故郷のグダニスクに1店舗をオープンした。また、2015年にはソポトにナイトクラブ「Libation」をオープンした。

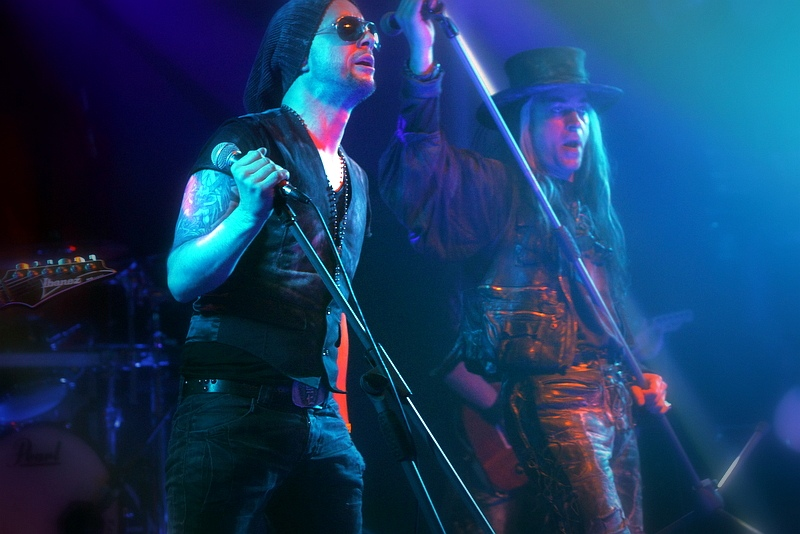
ネフィリムのフィールドのネルガルとカールマッコイ 、2011

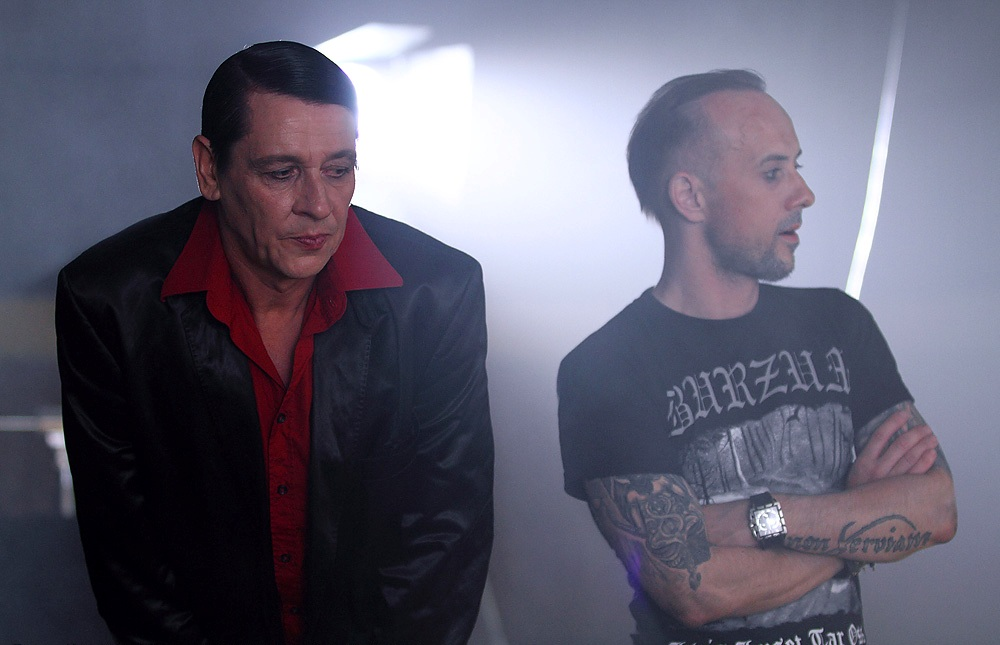
Beiemothビデオクリップ「Lucifer」の撮影セットでのMaciejMaleńczukとAdam "Nergal" Darski、2011年

## フィルモグラフィー
- ヒストリアポルスキーゴロッカ （2008、ドキュメンタリー、監督：レシェクグノイスキ、ヴォイチェフソタ） [2]
- アンバサダ （2013）